# Дуэль, Игорь Ильич
Игорь Ильич Дуэль (род. 1937, Москва) — советский и российский писатель, автор произведений документальной прозы о тружениках моря: моряках, рыбаках, учёных-океанологах.

## Биография
Окончил МОПИ в 1960 г. Член Союза писателей с 1976 г. Является автором 16 документальных книг («Мы открываем океан», «Океанские будни», «Постижение океана» и др.) и романа «Тельняшка математика». Также автор краеведческой книги о Западной Сибири биографии О.Ю. Шмидта  научно-популярной книги по геотектонике  Публиковался в журналах «Новый мир», «Дружба народов», «Знамя» и т.д. Получил пять литературных премий. Имеет в качестве награды памятную медаль им. О. Ю. Шмидта Академии наук СССР.